# Cristaloide
Un cristaloide es un tipo de disolución con propiedades diferentes de los coloides. Se emplean en terapia intravenosa para reponer líquidos perdidos. Están compuestas por solutos iónicos y no iónicos de baja masa molecular.  Asimismo, un cristaloide es un sólido que tiene la apariencia de un cristal. 
Las disoluciones cristaloides fueron estudiadas hacia 1850 por Thomas Graham, quien fue el primero en diferenciarlos de los coloides.
Los cristaloides de los líquidos orgánicos son la glucosa, la urea, la creatinina, los aminoácidos, las enzimas y las hormonas.

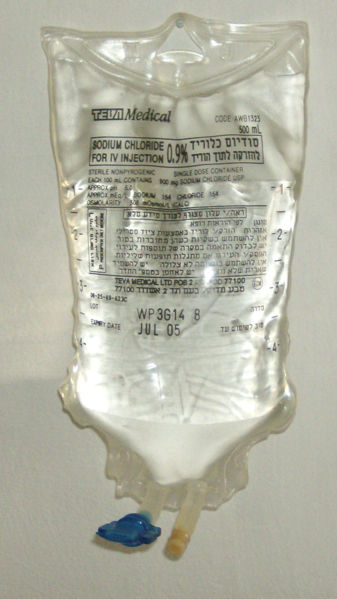
Un ejemplo de cristaloide: bolsa de solución salina normal para infusión intravenosa.

## Cristaloides en medicina
Un cristaloide es un líquido que suministra agua e iones sodio para mantener el gradiente de presión osmótica entre los compartimentos extravascular e intravascular. Contienen solutos en concentración igual o superior a la sangre por lo que son capaces de aumentar la presión osmótica. No contienen proteínas u otros coloides (moléculas de gran tamaño) por lo que disminuyen ligeramente la presión oncótica (o coloidoosmótica) al disminuir su concentración (hemodilución), por aumento del volumen total.
En caso de que un paciente presente deshidratación, es preciso reemplazar el líquido perdido y para ello se pueden emplear tres tipos de soluciones: cristaloides, coloides y derivados de la sangre.
Los cristaloides aumentan el volumen plasmático (intravascular), en función de la cantidad de iones sodio presentes por lo que una solución hipersalina (3% de concentración en iones Na+) es más eficaz que una solución salina normal (0,9%). No obstante, se difunden con rapidez a los espacios intersticial e intracelular por lo que dicho aumento del volumen plasmático no es tan efectivo. Por ejemplo, la infusión de 1 litro de solución salina normal eleva el volumen plasmático en 200–250 cm³, difundiéndose el resto al espacio intersticial. Las soluciones de coloides son más eficaces para este cometido.
Se emplean como fluidos de mantenimiento, para promover el flujo de orina y para corregir deshidratación y pérdidas de líquido, en casos de trastornos de líquidos y de electrólitos: vómitos, diarreas, obstrucción intestinal aguda, pérdidas renales o extrarenales.
Algunos de los cristaloides más empleados en terapia intravenosa son:
- Solución salina normal (suero fisiológico): contiene un 0,9% de cloruro de sodio o 154 mmol/L.
- Solución salina hipertónica: contiene de un 3% a un 5% de cloruro de sodio o 513-855 mmol/L.
- Solución salina hipotónica: contiene un 0,45% de cloruro de sodio o 77 mmol/L.
- Solución de Ringer con lactato: imita la composición del líquido extracelular y además contienen sustancias tampón. Una composición típica es: 102 mmol/L de cloruro de sodio; 28 mmol/L de lactato sódico; 4 mmol/L de cloruro de potasio, y 1,5 mmol/L de cloruro de calcio.
- Solución de dextrosa al 5%: suministran una concentración de 278 mmol/L de glucosa. Se emplea si el paciente tiene bajo nivel de azúcar en sangre o niveles elevados de sodio.
- Solución tipo Plasmalyte: mezcla parecida al Ringer lactado, con presencia de iones magnesio, acetato y gluconato.
- Suero glucosado hipertónico: contiene un 10%, 20%, 40% de glucosa, con concentraciones de 278x2, 278x4, 278x8 mmol/L.
- Suero glucosalino: contiene a la vez un 0,45% de cloruro sódico y 5% de glucosa.